# Attagenus biskrensis
Attagenus biskrensis là một loài bọ cánh cứng trong họ Dermestidae. Loài này được Pic mô tả khoa học năm 1904.